# Золотаревский сельский совет (Кобелякский район)
Золотаревский сельский совет (укр. Золотарівська сільська рада) — входит в состав
Кобелякского района
Полтавской области
Украины.
Административный центр сельского совета находится в 
с. Золотаревка.

## Населённые пункты совета
- с. Золотаревка
- с. Галагуровка
- с. Ганжевка
- с. Медяновка

## Ликвидированные населённые пункты совета
- с. Ухановка